# Ernie Blake
Ernest Blake, detto Ernie (Kingston upon Hull, 31 marzo 1912 – Goole, dicembre 2002), è stato un pallanuotista britannico.
Ha partecipato alle Olimpiadi di Berlino 1936, disputando un solo incontro, nel pareggio per 4–4 contro l'Olanda.